# دولار سانت لوسيا
يتشابه تاريخ العملة في مستعمرة سانت لوسيا البريطانية إلى حد كبير مع تاريخ أراضي شرق الكاريبي البريطانية عمومًا. ورغم أن إعلان الملكة آن عام ١٧٠٤ أدخل معيار الذهب إلى جزر الهند الغربية، إلا أن العملات الفضية من فئة ثمانية ( الدولار الإسباني، ثم الدولار المكسيكي لاحقًا) ظلت تُشكل جزءًا كبيرًا من العملة المتداولة حتى النصف الثاني من القرن التاسع عشر.
ابتداءً من عام ١٩٤٩، ومع إدخال دولار جزر الهند الغربية البريطانية، أصبحت عملة سانت لوسيا مرتبطةً رسميًا بعملة أراضي شرق الكاريبي البريطانية عمومًا. وفي عام ١٩٥٥، استُبدلت العملة البريطانية بالجنيه الإسترليني بعملة عشرية جديدة، حيث أصبح السنت الجديد يساوي نصف البنس القديم.
اعتمدت بريطانيا معيار الذهب في عام 1821 وأدى الأمر الإمبراطوري في المجلس عام 1838 إلى اعتماد سانت لوسيا رسميًا للعملة الإسترليني البريطانية في عام 1851. ومع ذلك، وعلى الرغم من تداول العملات البريطانية في سانت لوسيا، استمرت القطع الفضية المكونة من ثمانية قطع في التداول إلى جانبها واستمر القطاع الخاص في استخدام حسابات الدولار للحساب. أشارت أزمة الفضة الدولية عام 1873 إلى نهاية عصر الدولار الفضي في جزر الهند الغربية، وأُلغي تداول الدولارات الفضية في سانت لوسيا عام 1882. وقد ترك هذا حالة من الشؤون، حيث تُداولت العملات البريطانية، حيث حُسبت في حسابات الدولار بمعدل تحويل تلقائي قدره 1 دولار = 4 شلن و 2 بنس.

## تاريخ
منذ عام ١٨٥١، بدأ تداول الجنيه البريطاني في سانت لوسيا، ليحل محل الليفر. وبعد عام ١٨٨٢، بدأ إصدار أوراق نقدية خاصة بالدولار في الجزيرة. واعتبارًا من عام ١٩٢٠، حملت بعض هذه الأوراق النقدية قيمة الجنيه الإسترليني أيضًا، حيث كان الدولار الواحد يساوي ٤ شلنات وبنسين. خلال هذه الفترة، لم يُصدر أي جزء من الدولار، واستمر تداول العملات البريطانية. كما أصدرت حكومة سانت لوسيا عملات ورقية عام ١٩٢٠، مقومة بالجنيه الإسترليني.
في عام ١٩٣٥، صدر دولار جزر الهند الغربية البريطانية، وهو مساوٍ لقيمة دولار سانت لوسيا السابق وإصدارات مماثلة أخرى في أنحاء أخرى من جزر الهند الغربية البريطانية. صُنعت آخر إصدارات منفصلة من الأوراق النقدية لسانت لوسيا عام ١٩٤٠. ومنذ عام ١٩٦٥، أصبح دولار دول شرق الكاريبي متداولًا.

## الأوراق النقدية
أصدرت ثلاثة بنوك، هي البنك الملكي الكندي، والبنك الكولونيالي، وبنك باركليز، أوراقًا نقدية من فئة خمسة دولارات. أصدر البنك الملكي الكندي أوراقًا نقدية عام ١٩٢٠، بينما استمر البنك الكولونيالي في إصدار أوراق نقدية حتى عام ١٩٢٦، وأصدر بنك باركليز (الذي تولى إدارة البنك الكولونيالي) أوراقًا نقدية بين عامي ١٩٢٦ و١٩٤٠.